# آدابانک
آدابانک (انگلیسی: Adabank) شرکت خدمات مالی و بانکداری ترک است، که در سال ۱۹۸۴ تأسیس شد.